# Solca Mała
Solca Mała – wieś w Polsce, położona w województwie łódzkim, w powiecie zgierskim, w gminie Ozorków.
Wieś dóbr prestymonialnych kapituły kolegiaty łęczyckiej w powiecie łęczyckim województwa łęczyckiego w końcu XVI wieku. W latach 1975–1998 miejscowość należała administracyjnie do ówczesnego województwa łódzkiego.
W miejscowości znajduje się m.in. założona w 2003 r. wioska indiańska „Tatanka”.